# カフジの戦闘
カフジの戦闘（カフジのせんとう、英語: Battle of Khafji）とは、湾岸戦争中の1991年1月29日から2月1日にかけて、クウェート＝サウジアラビア国境地帯のカフジ周辺で、アメリカ軍・サウジアラビア軍を中心とする多国籍軍とイラク軍の間で戦われた戦闘である。

## 戦闘に至る経緯

### カフジ攻撃の決定
1990年8月2日のクウェート侵攻を受け、国際社会はイラクに撤退を要求して経済制裁を課し、その実効性を確保するとともにサウジアラビアを防衛するため、西側諸国やアラブ諸国は軍隊を派遣した。しかし国際的な圧力にもかかわらずイラクの姿勢は軟化せず、アメリカ軍を中心とする多国籍軍は、1991年1月17日未明より砂漠の嵐作戦を発動し、イラクに対する武力行使を開始した。
砂漠の嵐作戦の第一段階は、圧倒的に優勢な航空兵力によってイラク指導者層の指揮機能を奪うとともに中心となる軍事力を破壊することに重点を置いた戦略的航空作戦とされた。イラクのフセイン大統領は、多国籍軍の航空攻撃は1週間程度であろうと予想していたが、作戦第2週（1月24－30日）に入ると、第1週において航空作戦を中断させた悪天候も晴れ上がったことで、多国籍軍の航空攻撃はむしろ強化された。
また外交交渉も行き詰まっており、この難局を打開するため、1月下旬、フセイン大統領はカフジに対する攻撃を命じた。これは、多国籍軍に地上戦を挑むことで反撃を誘発し、消耗戦に引き込むことでアメリカ国民の戦意を動揺させ、また対外的に宣伝しうる戦果を得るためであった。

### 攻撃前のカフジの状況
砂漠の盾作戦においてカフジの周辺に配置されていた部隊は、アメリカ海兵隊の中央軍海兵隊（MARCENT）と、サウジアラビア軍を主体とする東部合同軍（Joint Force Command-East: JFC-E）だった。
カフジはイラク軍砲兵部隊の射程圏内に入っていたことから市民は既に避難しており、MARCENTの上級部隊指揮官にあたるアメリカ中央軍司令官シュワルツコフ大将も、またJFC-Eの上級部隊指揮官にあたるアラブ合同軍司令官ハリド中将も、同地の保持は困難と判断したことから、直接防衛する部隊は配置されなかった。一方、イラク軍によるサウジアラビア侵攻を警戒するため、クウェート＝サウジアラビア国境沿い7か所に監視所を設置するとともに、アメリカ海兵隊とサウジアラビア陸軍・国家警備隊およびクウェート陸軍の計5個大隊が警戒部隊となって展開していた。
一方のイラク陸軍では、第3軍団隷下の第3機甲師団・第5機械化師団、第4軍団隷下の第1機械化師団をカフジ攻撃に割り当てて、第3軍団長マフムード少将が指揮官に任命された。マフムード少将は、イラン・イラク戦争時にアメリカから衛星情報の提供を受けた経験があったことから、偵察衛星にも注意しつつ、夜間を活用して慎重に部隊を攻撃開始位置に配置した。3個師団の攻撃準備を完全に秘匿することは困難で、移動中の部隊の一部は多国籍軍の航空攻撃を受けたほか、アメリカ海兵隊の情報部隊は無線傍受によってイラク軍工兵部隊が戦車用の機動路を整備していることを察知、また1月25日には、中央情報局（CIA）もイラク軍が国境線の監視所を襲撃する可能性があると警告した。しかし中央軍司令部では、もしイラク軍が攻勢に出る場合は、キング・ハリド軍事都市に向けて攻撃するか、あるいはアル＝バティン・ワジ沿いに攻撃するだろうと予想していたため、カフジ攻撃を準備していることを見抜くことができず、奇襲を受ける結果となった。

## 戦闘の経過

### イラク軍の攻撃
1月29日夜、イラク軍はカフジに対する攻撃を開始した。西側から順番に第1機械化師団、第3機甲師団、第5機械化師団が並列しており、東部合同軍（JFC-E）地区において海岸沿いを攻撃する第5機械化師団が主攻撃と位置付けられ、第3機甲師団はその西側側面を掩護した。一方、アメリカ海兵隊の防御地区を攻撃する第1機械化師団は助攻撃と位置付けられたほか、これらとは別に、多国籍軍の航空攻撃を引き付けるため1個機甲師団が国境近傍のアル・ルキに対する攻撃を行うこととされた。
第1機械化師団による攻撃は、散発的な航空攻撃と軽微な抵抗を受けただけで、大きな損害を受けることもなく、30日の夜明け前には計画通りクウェート地区内に帰還した。一方、第3機甲師団については、マフムード少将は同師団の第6旅団をサウジアラビア領内奥深くに突進させることを企図したが、同旅団は航空機の協力を受けたアメリカ海兵隊の抵抗に遭遇し、戦車・装甲車あわせて22両を喪失、日が変わる前に後退した。旅団は精神的にも崩壊し、指揮官は更迭され、「残っていたのは名前だけであった」とイラク側は記録している。
ただし、基本的には監視所および警戒部隊は頑強に抵抗するというよりは後退を選び、1月30日午前2時、イラク陸軍第5機械化師団隷下の第15機械化旅団がカフジを占領した。なおこの際、アメリカ海兵隊は友軍相撃によって装輪装甲車2両を失っており、以後、再発防止策が徹底されることになった。

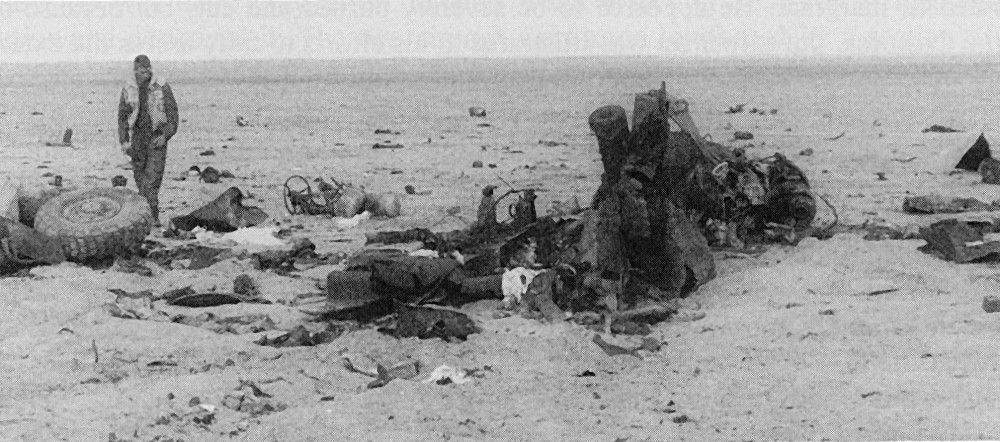
友軍の対戦車ミサイルにより破壊されたアメリカ海兵隊のLAV-AT装甲車
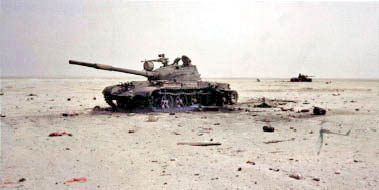
多国籍軍により破壊されたイラク軍のT-62戦車

### 多国籍軍の反撃

JFC-Eによる反撃の概要

アメリカ軍にとって、カフジの失陥は想定外ではあったが、絶対的航空優勢下ではこれを奪還することは困難ではないと判断し、楽観視していた。しかし二聖モスクの守護者の称号を受けていたサウジアラビアのファハド国王にとって、寸土とはいえフセイン大統領の占領を許すことは看過し難く、ハリド中将に対して、速やかにこれを奪回することを繰り返し要求した。ハリド中将は、アメリカ軍の手で同地を奪回されることを恥辱と考えて、サウジアラビア軍の手でカフジを奪回することを決意していた。
30日、東部合同軍（JFC-E）司令官スルタン少将は、サウジアラビア国家警備隊第2自動車化歩兵旅団長アルファミィ大佐にカフジの奪回を命じた。アルファミィ大佐は、同旅団の第7機械化大隊及びカタール軍の2個戦車中隊によって奪回作戦を行うことを企図していたが、両国軍は湾岸危機の以前には共同訓練を行った経験がなく、またこの時点でも、同地一帯の地図、両部隊間の連絡を確保するための通信手段及び火力運用に関する計画はなかった。アメリカ海兵隊から派遣された連絡将校は、作戦開始前に火力調整を実施するよう助言したが、ファハド国王から速やかなカフジ奪回を命じられていた大隊長は作戦を強行した。
このような事情からJFC-Eの攻撃は統制を欠いており、2度にわたり失敗した。しかしイラク側も多国籍軍の激しい航空攻撃に苦しんでおり、マフムード少将は後退の許可を繰り返し求めたが、これは許可されなかった。そしてJFC-Eの3度目の攻撃は成功し、アメリカ海兵隊の砲兵射撃や攻撃機・攻撃ヘリコプターの援護下に、第7機械化大隊はカフジ市内に突入した。2月1日朝にはカフジ全域が確保され、後退するイラク軍に対して執拗な対地攻撃が継続された。

## 事後の評価
カフジ攻撃において主攻撃を担任していたイラク陸軍第3軍団第5機械化師団のうち、無事にクウェートに帰還した部隊は全体の2割程度であった。また撃退に成功したアラブ合同軍が自信を持つことにもつながったことから、西側諸国においては、この戦闘は多国籍軍の勝利とみなされている。
一方、フセイン大統領は、イラク軍の人的損害がアメリカ軍の損害の4倍を超えなければ大勝利であるとみなしていたことから、第5機械化師団についてそれほど大きな損害を受けていないとし、逆に「…31日に第5機械化師団は空襲を360回受けた。一方エジプトは1967年に、イスラエル空軍の150機の飛行機に敗れている。つまり、150機の攻撃で国が敗北する場合があるのに対して、イラク軍では、1個師団が360回もの空襲に耐えたのである。」と、多国籍軍による圧倒的な航空攻撃に耐え抜いたことを誇った。共和国防衛隊では第5機械化師団の成果を羨望し、同様の任務を自分たちが行うことを切望した。当時のイラク政権の公刊史においては、この戦闘はサダム・フセインが「現代の偉大な軍事戦略家」であることを証明した戦いであったとし、1991年以降、イラク陸軍大学における重要な教育課目とされた。